# Omicidio di Jessica Lunsford
L'omicidio di Jessica Marie Lunsford è stato un caso di cronaca nera avvenuto nel febbraio del 2005. Lunsford fu rapita dalla sua casa la mattina del 24 febbraio 2005 dal quarantaseienne John Couey, in precedenza condannato per reati sessuali, il quale viveva nelle vicinanze. Couey la tenne prigioniera per tre giorni, durante il quale la violentò, per poi ucciderla seppellendola viva.
Il caso portò all’introduzione in Florida della Legge di Jessica (Jessica’s Law), volta a impedire a eventuali responsabili di reati sessuali di colpire di nuovo. Ciò condusse 42 Stati a indire una legge simile. 
Il 24 agosto 2007, Couey fu condannato a morte per rapimento, violenza sessuale e omicidio di primo grado; l’uomo morì per cause naturali nel 2009, prima che la sua condanna potesse essere eseguita.

## Indagini
Jessica Lunsford, nove anni, scomparve la notte del 24 febbraio 2005 dalla sua casa di Homosassa, in Florida. Dopo circa tre settimane di ricerche nella zona circostante, John Evander Couey fu arrestato a Savannah, in Georgia, per possesso di cannabis; fu rilasciato dopo essere stato interrogato. Couey era un 46enne residente da molto tempo a Homosassa, con alle spalle numerosi arresti per furto con scasso e molestie sessuali su minori. A causa delle leggi dell’epoca, l’uomo aveva ricevuto solo brevi condanne e non era stato monitorato dopo il rilascio nonostante i suoi precedenti criminali.
Il 12 marzo, Couey venne arrestato ad Augusta, in Georgia, su richiesta dello sceriffo della Contea di Citrus, per essere interrogato sulla scomparsa di Jessica Lunsford a causa della sua fedina penale e poiché la sua residenza a Homosassa era soli 65 metri dalla casa di Lunsford. Couey dichiarò di non avere nulla a che fare con la scomparsa della bambina, avendo saputo la notizia solo dal telegiornale, e che si era trasferito in Georgia per cercare lavoro. Dopo essere stato interrogato, fu rilasciato dalla polizia.
Il 14 marzo la sorellastra di Couey, Dorothy Dixon, diede alla polizia il permesso di perquisire la sua roulotte a Homosassa. L’uomo aveva vissuto lì con Dixon, il fidanzato di quest’ultima, Matt Dittrich, sua figlia Madie, il genero Gene Secord, e suo nipote di due anni, Joshua. Durante la perquisizione furono trovati un materasso e dei cuscini macchiati di sangue in un armadio della stanza di Couey; l’analisi forense rilevò sul materasso i DNA di Couey e Lunsford.
Il 17 marzo, Couey fu arrestato con l’accusa dell’omicidio di Jessica e venne trasferito al carcere della contea di Citrus, in Florida.

## La confessione di Couey
Il 18 marzo 2005, Couey confessò sotto registrazione di aver rapito, violentato e ucciso la Lunsford. Couey affermò di aver visto in precedenza la bambina giocare nel suo cortile, dandole circa sei anni di età. Disse che la notte del rapimento aveva intenzione di derubare la casa dei Lunsford ma, vedendo Jessica, “agì d’impulso e la prese”. Entrò nell’abitazione verso le tre del mattino attraverso una porta scassinata, svegliò la bambina e la minacciò affinché la seguisse fuori casa senza fare rumore. In quel periodo viveva con due donne in una roulotte a circa 91 metri di distanza. Couey ammise di aver stuprato Lunsford per due volte nella sua camera da letto, alla sera e al mattino. L’uomo poi la fece nascondere nel suo armadio, ordinandole di rimanere lì mentre lui andava al lavoro. Dopo tre giorni le disse che l’avrebbe riportata a casa, facendola entrare in due sacchi della spazzatura; invece la seppellì viva, affermando che “non avrebbe potuto fare altro” e dal momento che non voleva che la gente lo vedesse con la bambina.

## Il ritrovamento del corpo
Il 19 marzo la polizia rinvenne il corpo di Jessica nei pressi della residenza di Couey, sepolto in un sacco di plastica in una fossa coperta con delle foglie. Secondo i rapporti dell’autopsia, rilasciati pubblicamente, Lunsford era riuscita a bucare il sacco con due dita prima di soccombere per asfissia. Il decesso era avvenuto in 2-3 minuti.
Dopo la scoperta del corpo di Lunsford, Dixon dichiarò che una settimana prima aveva consegnato a Couey i soldi per un biglietto dell’autobus e che lui le aveva telefonato per dirle di essersi trasferita a Savannah, in Georgia. Inoltre, Dixon e gli altri residenti della roulotte affermarono di non aver mai visto Jessica nell’abitazione o di aver notato qualcosa di strano nella stanza di Couey, rimasta inutilizzata dall’ultima volta in cui era stato lì.
Il 30 giugno 2006, venne stabilito che la confessione di Couey non era accettabile in tribunale perché, al momento della registrazione, la polizia non aveva accolto la richiesta dell’uomo di fargli avere un avvocato, invalidando quindi la confessione. Nonostante l’obiezione di Couey, il tribunale stabilì che tutte le prove raccolte in seguito, incluso il recupero del corpo della Lunsford, sarebbero state ammesse, così come le dichiarazioni incriminanti di Couey alla polizia e a una guardia carceraria.

## Condanna
Il processo fu spostato a Miami dopo che i funzionari non furono in grado di ospitare una giuria imparziale nella contea di Citrus, dove il processo si sarebbe dovuto tenere in origine.
Il 7 marzo 2007, Couey fu dichiarato colpevole di tutte le accuse. La giuria raccomandò l’ergastolo senza possibilità di libertà condizionata o la pena di morte, uniche possibili condanne previste dalla legge della Florida. Una settimana dopo, una giuria chiese la pena di morte. Il caso fu presentato alla Corte Suprema della Florida.
L’11 agosto 2007, una giuria condannò Couey a morte. La sua difesa sostenne che l’uomo avesse sofferto abusi emotivi nella sua vita e che avesse un Quoziente intellettivo al di sotto della norma, cercando di appellarsi alla legge della Corte Suprema che proibiva l’esecuzione di persone affette da handicap mentale. Tuttavia, un test valutò che il Q.I. di Couey era 78, al di sopra del livello minimo che era 70. 
Il 24 agosto 2007 Couey venne condannato a morte e a tre ergastoli. Tuttavia, il 30 settembre 2009, il criminale morì per cause naturali prima che la sentenza di morte potesse essere eseguita.

## Conseguenze
Mark Lunsford, il padre di Jessica, fece domanda per una nuova legge, chiamata a nome della figlia (Jessica Lunsford’s Act). Essa portò a restrizioni più severe contro gli autori di reati sessuali (come l’indossare dispositivi di localizzazione elettronica) e l’aumento di pene detentive. Leggi simili furono applicate anche in altri Stati.
Il 19 febbraio 2008, quasi tre anni dopo l’uccisione di Jessica, Mark Lunsford fu rappresentato da diversi avvocati di Jacksonville, in Florida, in un’accusa contro lo sceriffo della contea di Citrus e il dipartimento delle forze dell’ordine della Florida. Lo sceriffo dichiarò di ritenere il caso infondato, poiché l’unica persona da ritenere responsabile della morte di Jessica era Couey.
In seguito a delle lamentele dei residenti della contea di Citrus riguardo al caso, inclusi suggerimenti sul fatto che Jessica sarebbe potuta essere ancora viva se lui fosse stato un padre migliore, Lunsford tenne una conferenza stampa a Jacksonville in cui affermò che il processo non era portato avanti per avidità, ma per desiderio di cambiamento; fece notare che Couey tenne Jessica viva e segregata nella sua roulotte per diversi giorni ma che i funzionari della contea avessero ignorato i sospetti per perseguire piuttosto Mark stesso, nonostante le prove puntassero altrove, e che con una maggior efficienza da parte delle forze dell’ordine forse la bambina si sarebbe potuta salvare.